# Paradascalia revestita
Paradascalia revestita är en insektsart som först beskrevs av Melichar 1902.  Paradascalia revestita ingår i släktet Paradascalia och familjen Flatidae. Inga underarter finns listade i Catalogue of Life.